# Tournefortia wightii
Tournefortia wightii är en strävbladig växtart som beskrevs av Charles Baron Clarke. Tournefortia wightii ingår i släktet Tournefortia och familjen strävbladiga växter. Inga underarter finns listade i Catalogue of Life.